# Hanns Haberer

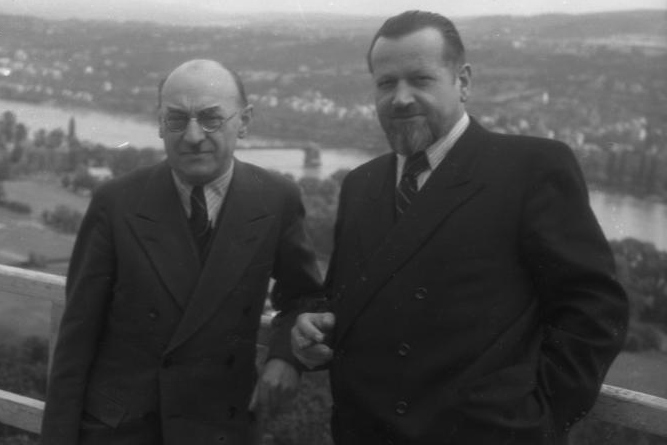
Hanns Haberer 1948 auf der Rittersturz-Konferenz, links: Leo Wohleb

Hanns Haberer (* 28. Mai 1890 in Bruchmühlbach; † 29. November 1967 in Deidesheim) war ein deutscher Politiker (CDU).

## Leben und Beruf
Nach dem Abitur absolvierte Haberer ein Hochschulstudium, das er mit der Promotion abschloss. Bis 1933 war er Chefredakteur der Duisburger Zentrumszeitung Echo vom Niederrhein. Während der Zeit des Nationalsozialismus hatte Haberer Berufsverbot; in dieser Zeit betrieb er Weinbau im schwiegerelterlichen Weingut in Deidesheim. Von 1951 bis 1961 war er stellvertretender Präsident des Landesverbandes Rheinland-Pfalz der Schutzgemeinschaft Deutscher Wald.

## Partei
Nach dem Zweiten Weltkrieg war Haberer 1945 Mitbegründer der CDP, aus der später der Landesverband der CDU Rheinland-Pfalz hervorging. Er gehörte dem ersten Parteidirektorium an, das mit der Gründung der CDU in der Besatzungsprovinz „Hessen-Pfalz“ (bestehend aus den Provinzen Rheinhessen und der Pfalz) gebildet wurde.

## Abgeordneter
Haberer gehörte von 1947 bis 1951 dem ersten rheinland-pfälzischen Landtag an.

## Öffentliche Ämter
Haberer war 1945/46 zunächst Landrat des Kreises Neustadt. Vom 3. Dezember 1946 bis 13. Juni 1947 amtierte er als Minister für Wirtschaft und Finanzen in der von Ministerpräsident Wilhelm Boden geführten Regierung des Landes Rheinland-Pfalz. Von 1947 bis 1955 war er als Staatssekretär Leiter der Staatskanzlei in den Kabinetten von Ministerpräsident Peter Altmeier.

## Ehrungen
- Großes Bundesverdienstkreuz mit Stern (1955)
- Großes Bundesverdienstkreuz mit Stern und Schulterband[2]
- Ehrenbürgerschaft der Stadt Deidesheim (28. Mai 1960)[1]
- Großkreuz des Silvesterordens (1965)[2]